# Baron de Clifford

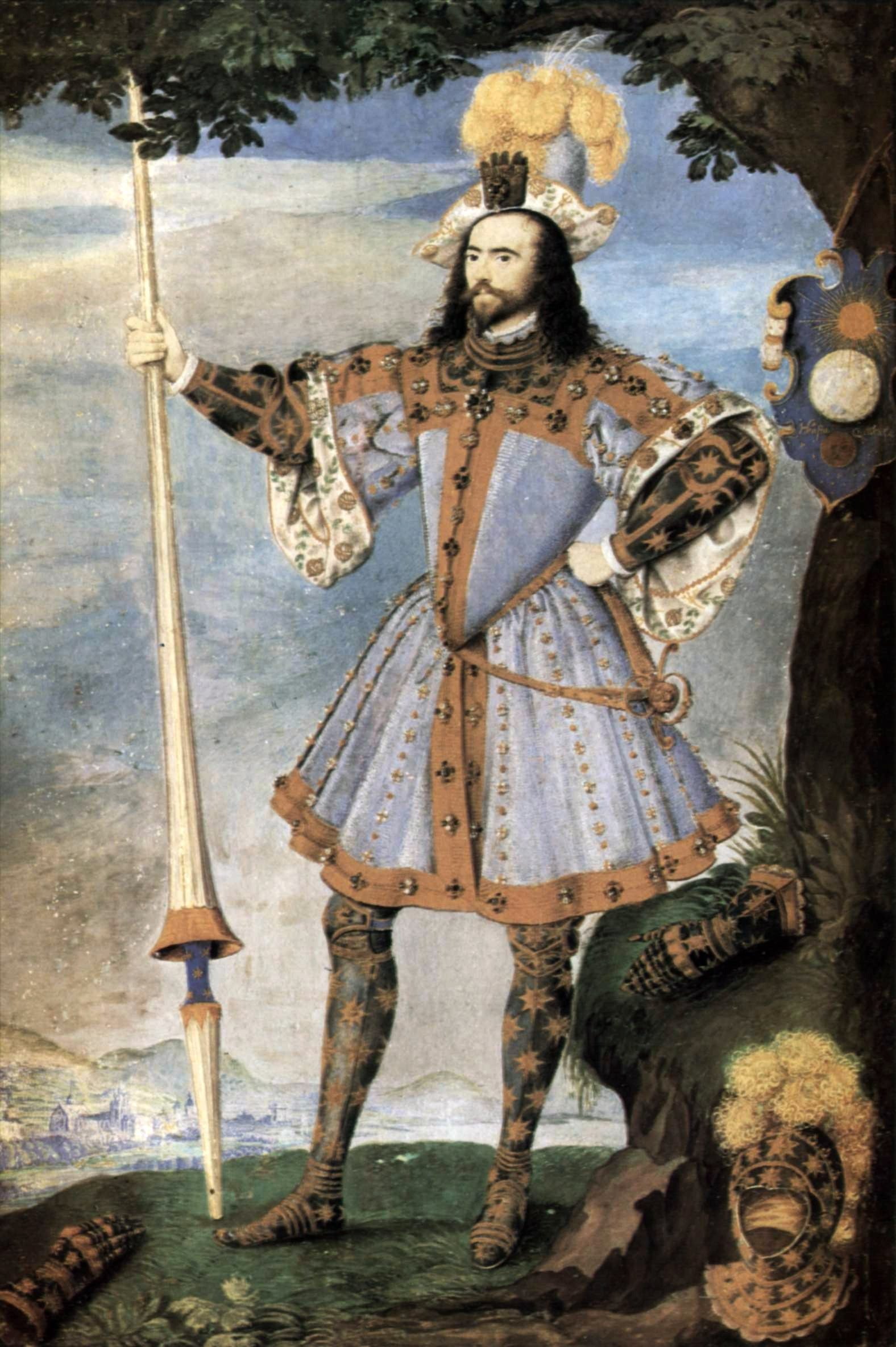
George Clifford, 3. Earl of Cumberland, 13. Baron de Clifford

Baron de Clifford ist  ein erblicher britischer Adelstitel in der Peerage of England.

## Verleihung und Geschichte des Titels
Der Titel wurde am 29. Dezember 1299 für Robert de Clifford geschaffen, indem dieser durch Writ of Summons ins königliche Parlament. Er war später Lord Marshal von England und fiel 1314 in der Schlacht von Bannockburn.
Als Barony by writ ist der Titel in Ermangelung männlicher Nachkommen auch in weiblicher Linie vererbbar.
Sein Nachfahre, der 9. Baron, wurde am 4. November 1461 post mortem wegen Hochverrats geächtet (Bill of Attainder), ihm sein Titel aberkannt und seine Ländereien wurden eingezogen. Sein Sohn erwirkte am 9. November 1485 die Aufhebung der Ächtung und die Rückgabe der Ländereien sowie des Titels als 10. Baron.
Dessen Sohn, der 11. Baron, wurde am 18. Juni 1525 zum Earl of Cumberland erhoben. Beim Tod seines Enkels, des 3. Earls und 13. Barons, 1605 fiel das Earldom, das nur in männlicher Linie vererbt werden konnte, an den jüngeren Bruder des Earls, Francis Clifford. Die Baronie sollte de iure an die einzige Tochter des 3. Earls, Anne, fallen, wurde aber vom 4. Earl und nach ihm von dessen Sohn, dem 5. Earl, geführt, wogegen Annes Mutter 1606 und 1628 erfolglos klagte. Erst nachdem der 5. Earl 1643 gestorben war ohne Söhne zu hinterlassen, gelang es Anne 1649 ihren Titelanspruch vom House of Lords rückwirkend als 14. Baroness bestätigt zu bekommen.
Da die Baroness keine Söhne hatte, fiel die Baronie bei ihrem Tod 1676 in Abeyance zwischen ihren beiden Töchtern aus erster Ehe, Margaret Sackville (1614–1676) und Isabella Sackville (1622–1661). Beim Tod der einzigen Tochter Isabellas, Alathea Compton, am 14. Oktober 1678 wurde der Titel für den ältesten Sohn Margarets, als 15. Baron wiederhergestellt. Dieser hatte bereits 1664 von seinem Vater den Titel 3. Earl of Thanet geerbt.
Beim Tod seines jüngeren Bruders, des 6. Earl of Thanet, 1721 fiel die Baronie in Abeyance zwischen dessen fünf Töchtern. Das Earldom fiel hingegen an seinen Neffen Sackville Tufton als 7. Earl.
Am 3. August 1734 wurde die Abeyance zugunsten der Coerbin Margaret, Witwe des Thomas Coke, 1. Earl of Leicester, als 19. Baroness beendet und fiel bei deren kinderlosem Tod 1775 in Abeyance zwischen ihren Schwestern bzw. deren Nachkommen. Am 17. April 1776 wurde der Titel für den Coerben Edward Southwell als 20. Baron wiederhergestellt. Beim Tod von dessen Sohn, dem 21. Baron, 1832 fiel die Baronie in Abeyance zwischen dessen vier Schwestern und wurde am 4. März 1833 für die einzige Tochter der ältesten Schwester als 22. Baroness wiederhergestellt. Heutiger Titelinhaber ist seit 2018 deren Ur-ur-ur-urenkel Miles Russel als 28. Baron.
Heutiger Familiensitz der Barone ist Riggledown in Pennymoor bei Tiverton in Devon.

## Liste der Barone de Clifford (1299)
- Robert de Clifford, 1. Baron de Clifford (1274–1314)
- Roger de Clifford, 2. Baron de Clifford (1299–1322)
- Robert de Clifford, 3. Baron de Clifford (1305–1344)
- Robert de Clifford, 4. Baron de Clifford (1329–1344)
- Roger de Clifford, 5. Baron de Clifford (1333–1389)
- Thomas de Clifford, 6. Baron de Clifford (1363–1391)
- John Clifford, 7. Baron de Clifford (1388–1422)
- Thomas Clifford, 8. Baron de Clifford (1414–1455)
- John Clifford, 9. Baron de Clifford (1435–1461) (Titel verwirkt 1461)
- Henry Clifford, 10. Baron de Clifford (1454–1524) (Titel wiederhergestellt 1485)
- Henry Clifford, 1. Earl of Cumberland, 11. Baron de Clifford (1493–1542)
- Henry Clifford, 2. Earl of Cumberland, 12. Baron de Clifford (1517–1569)
- George Clifford, 3. Earl of Cumberland, 13. Baron de Clifford (1558–1605)
- Anne Herbert, 14. Baroness de Clifford (1590–1676) (Titel bestätigt 1649, Titel abeyant 1676)
- Nicholas Tufton, 3. Earl of Thanet, 15. Baron de Clifford (1631–1679) (Abeyance beendet 1678)
- John Tufton, 4. Earl of Thanet, 16. Baron de Clifford (1638–1680)
- Richard Tufton, 5. Earl of Thanet, 17. Baron de Clifford (1640–1684)
- Thomas Tufton, 6. Earl of Thanet, 18. Baron de Clifford (1644–1721) (Titel abeyant 1721)
- Margaret Coke, 19. Baroness de Clifford (1700–1775) (Abeyance beendet 1734; Titel abeyant 1775)
- Edward Southwell, 20. Baron de Clifford (1738–1777) (Abeyance beendet 1776)
- Edward Southwell, 21. Baron de Clifford (1767–1832) (Titel abeyant 1832)
- Sophia Coussmaker, 22. Baroness de Clifford (1791–1874) (Abeyance beendet 1833)
- Edward Russell, 23. Baron de Clifford (1824–1877)
- Edward Russell, 24. Baron de Clifford (1855–1894)
- Jack Russell, 25. Baron de Clifford (1884–1909)
- Edward Russell, 26. Baron de Clifford (1907–1982)
- John Russell, 27. Baron de Clifford (1928–2018)
- Miles Russell, 28. Baron de Clifford (* 1966)

Titelerbe (Heir Apparent) ist der Sohn des aktuellen Titelinhabers, Hon. Edward Southwell Russell (* 1998).